# Yasushi Akimoto
Yasushi Akimoto (秋元 康, Akimoto Yasushi) (Meguro (Tokio), 2 mei 1958) is een Japanse muziekproducent en tekstschrijver, vooral bekend door het creëren en produceren van enkele van de grootste idoolgroepen in Japan, zoals Onyanko Club en de AKB48-franchise. De totale verkoop van de singles die hij heeft geschreven overschrijdt 100 miljoen exemplaren, waarmee hij de bestverkopende tekstschrijver in Japan is.

## Prijzen
- 2008: 41e Japan Lyricist Awards - Grand Prix (voor het lied "Umiyuki", uitgevoerd door Jero)
- 2011: 16e The AMD Award - Hoofdprijs
- 2012: 51e Japan Record Award Special Award  , 45e Japan Cable Award, Special Award.
- 2017: 19e Aziatische Mnet Asian Music Awards - Inspired Achievement